# منتزه جوسفورد (فلم)
منتزه جوسفورد  (بالإنجليزية: Gosford Park) هو فيلم غموض تم إنتاجه في المملكة المتحدة والولايات المتحدة وصدر في سنة 2001. الفيلم من إخراج روبرت ألتمان.

## بطولة
- تشارلز دانس
- ستيفن فراي
- مايكل جامبون
- ريتشارد جرانت
- ديريك جاكوبي

## الميزانية والإيرادات
بلغت تكلفة إنتاج الفيلم حوالي 19.8 مليون دولار بينما حقق أرباحا تقدر بـ 87,754,044 دولار.

## وصلات خارجية
- مقالات تستعمل روابط فنية بلا صلة مع ويكي بيانات

1. ↑  "معلومات عن منتزه جوسفورد (فيلم) على موقع filmweb.pl". filmweb.pl. مؤرشف من الأصل في 2019-07-07.
2. ↑  "معلومات عن منتزه جوسفورد (فيلم) على موقع kinopoisk.ru". kinopoisk.ru. مؤرشف من الأصل في 2017-01-10.
3. ↑  "معلومات عن منتزه جوسفورد (فيلم) على موقع tcm.turner.com". tcm.turner.com. مؤرشف من الأصل في 2019-12-14.